# Kręgi ogonowe
Kręgi ogonowe – kręgi tworzące ostatni, ogonowy odcinek kręgosłupa. Charakteryzuje je stopniowa redukcja zachodząca w kierunku ogonowym. Łuki kręgów zanikają, trzony podlegają uwstecznieniu, natomiast wyrostki zmniejszają się. Głowy i doły kręgów ogonowych są wyraźnie zaznaczone. U psów i bydła na pierwszych pięciu kręgach występują niekiedy wyrostki naczyniowe, tworzące czasami łuk naczyniowy. 
Liczba kręgów ogonowych zależna jest od gatunku i osobnika. U ludzi wynosi 3–5 (patrz: kość guziczna), u owcy 3–24 (według innego źródła 16–18), u psa i świni 20–23, u bydła 18–20, u kozy 12–16, u konia 15–21, u kota 21–23, u jelenia szlachetnego – 11. 
U ryb kilka ostatnich kręgów ogonowych przekształciło się w hypuralia, płytki kostne wspierające promienie płetwy ogonowej. Końcowy odcinek kręgosłupa ryb i płazów tworzy urostyl. U ptaków kręgi ogonowe zrastają się w pygostyl. U większości gadów występuje przynajmniej 12 kręgów ogonowych. Dodatkowo u części z tych zwierząt kręgi ogonowe mogą posiadać specjalne modyfikacje umożliwiające im autotomię, poprzez rozdzielenie się ogona między kręgami lub samych kręgów z centralnej części ogona. Widoczny u żółwi ogon zawiera jedynie część kręgów ogonowych, pozostałe znajdują się w obrębie karapaksu.

## Galeria

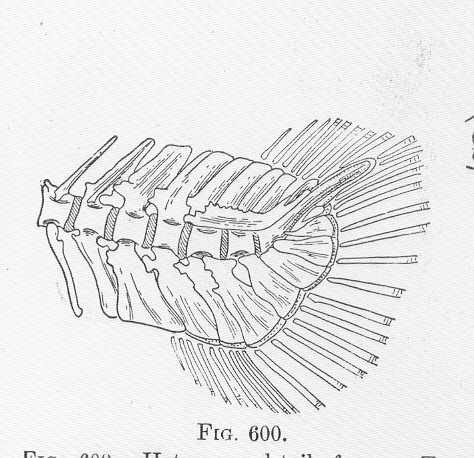
Szkielet ogonowy pstrąga potokowego z widocznymi hypuraliami i urostylem
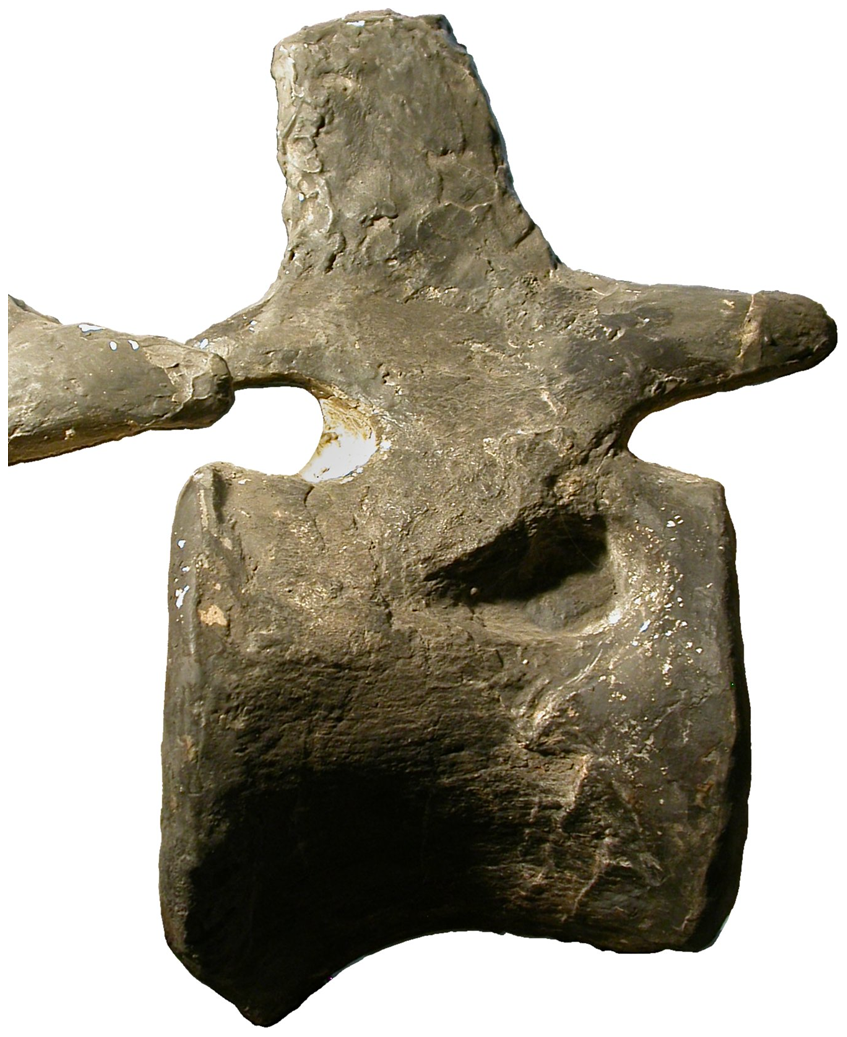
Kręg ogonowy apatozaura
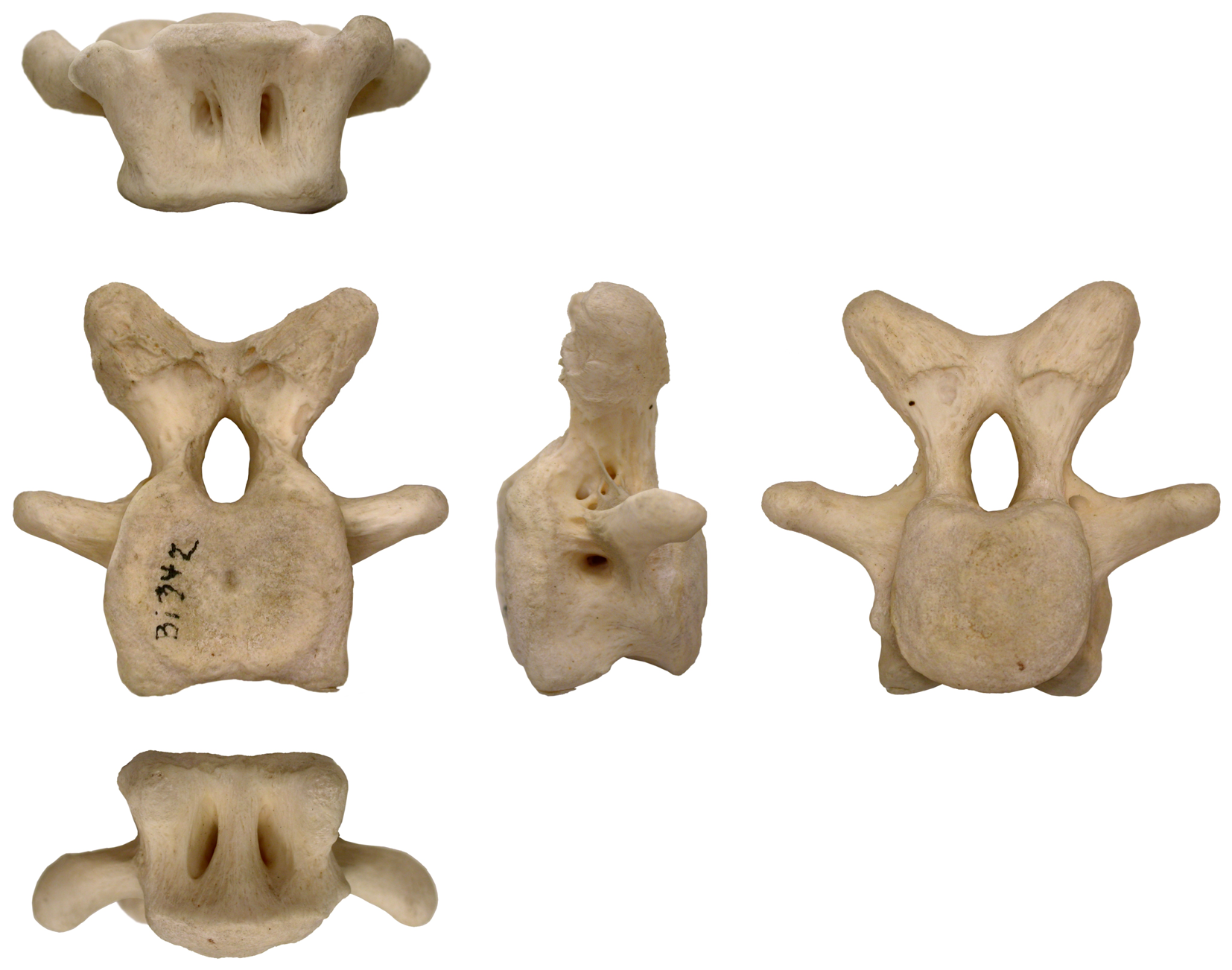
Kręgi ogonowe strusia
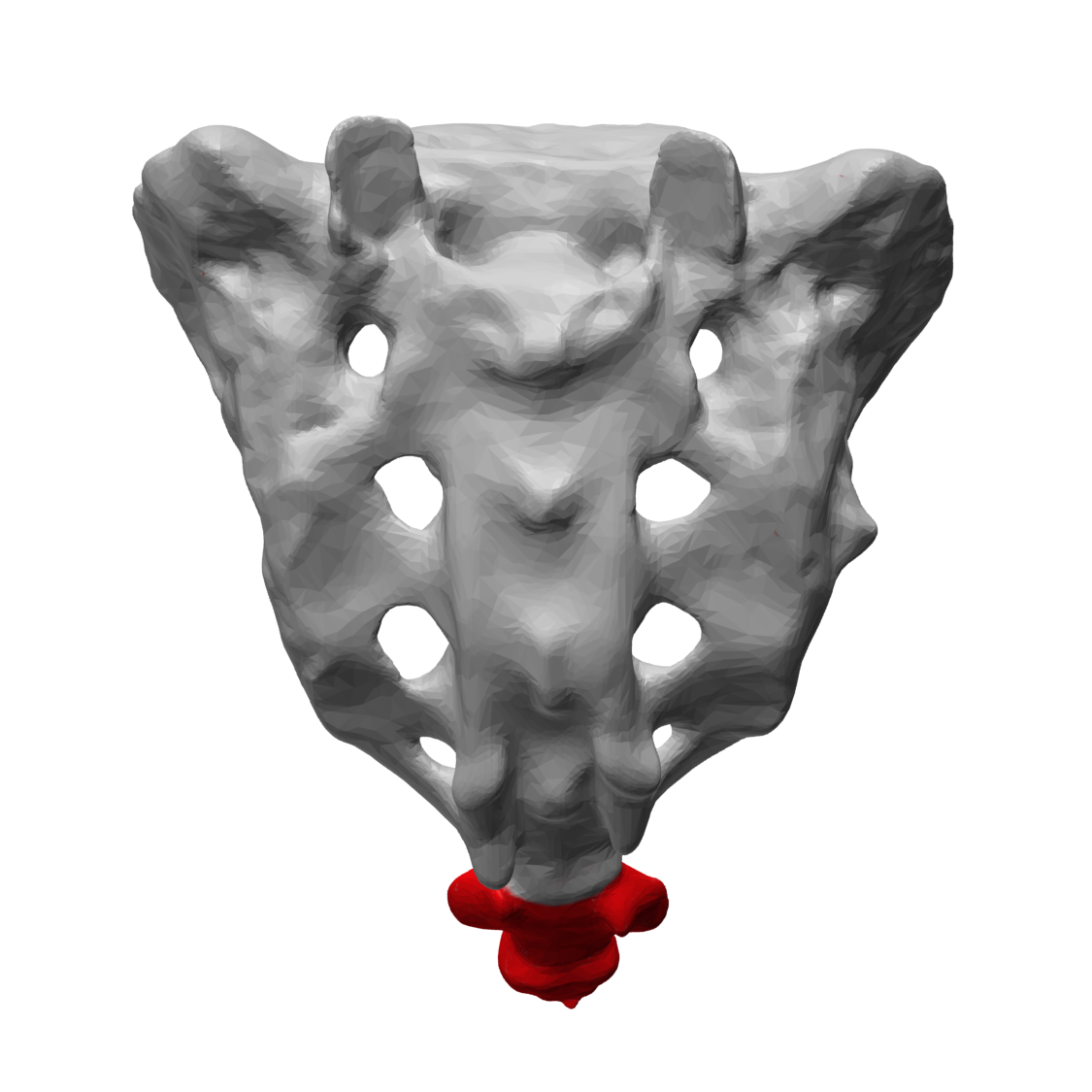
Ludzka kość guziczna zaznaczona na czerwono